# Österreichische Auflagenkontrolle
Die Österreichische Auflagenkontrolle (ÖAK) ist ein auf freiwilliger Mitgliedschaft beruhender Verein bestehend aus Werbeagenturen und Printmedien. Ziel ist es, vergleichbare, objektiv ermittelte Unterlagen über die Verbreitung von Printmedien und anderen Werbeträgern zu beschaffen, bereitzustellen und zu veröffentlichen. Aufgabe ist die Veröffentlichung und Prüfung der Auflagen von Printtiteln, jedoch nicht die Bewertung oder Beurteilung von Daten.
Die ÖAK bietet Informationen über die detaillierte Auflagenstruktur eines Printmediums. Sie liefert exakte Messzahlen auch für Medien, die nicht im Rahmen anderer Erhebungen wie der Österreichischen Media-Analyse erfasst werden. Mediale Entwicklungen können durch die halbjährliche Veröffentlichung der Auflagedaten aufgegriffen werden.

## Geschichte
Von 1956 bis 1994 an wurden die Auflagenzahlen – nur die Druckauflage – durch den Verband österreichischer Zeitungsverleger (VÖZ) und den Zeitschriftenverband kontrolliert, im Rahmen der konstituierenden Generalversammlung im Jahr 1994 wurde die ÖAK gegründet. Gründungsmitglieder waren zehn Tageszeitungen, neun Wochenzeitungen, zehn Zeitschriften und Magazine und sechs Agenturen. Im Jahr 1994 gab es insgesamt 35 Mitglieder mit 29 Titeln, die sich einer Prüfung durch die ÖAK unterzogen.
Im Jahr 2000 sind die Titel Neue Kronen Zeitung und Kurier der Österreichischen Auflagenkontrolle beigetreten. In der ÖAK-Reform 2003/2004 gab es eine Neuordnung des Vertriebs. Im Jahr 2007 begann nach dem Austritt der Mediaprint aus der ÖAK der Erneuerungsprozess. 2008 wurden die Richtlinien 6.0 beschlossen, dies führte zum Wiedereintritt der Verlagsgruppe News und der Mediaprint. Im Jahr 2013 fand eine Auflagenstrukturstraffung statt. Die ÖAK hat nach 20-jährigem Bestehen im Jahr 2014 insgesamt 134 Mitglieder mit 487 Titel.

## Gremien
Präsidentin des Vereins ist seit 2020 Marcela Atria, Vorsitzende des Beirats Silvia Lieb. Vizepräsidenten sind Thomas Bokesz und Silvia Lieb.

## Verfahren
Basis für die Erhebung der ÖAK-Auflagedaten sind die ÖAK-Richtlinien. Ziel der ÖAK ist es, die unterschiedlichen Vertriebswege differenziert darzustellen. Die ÖAK erfasst Tageszeitungen, Sonntags-/Feiertagszeitungen, Beilagen, Wochenzeitungen und Magazine, Mitglieder- und Kundenzeitschriften, Fachzeitschriften und Gratiszeitungen.
Die Verlage der teilnehmenden Medien melden der ÖAK halbjährlich ihre durchschnittlichen Auflagenzahlen. Jeder Titel wird einmal im Jahr einer Prüfung der Daten durch ein unabhängiges Wirtschaftsprüfungsinstitut unterzogen. Die Kontrolle der Auflagenzahlen erfolgt durch Mazars Austria GmbH.
3 % der Titel werden für eine zweite Prüfung gelost. Geprüft werden die gemeldeten Zahlen. Nur nachweisbare Verbreitungen und Verkäufe dürfen in der ÖAK berücksichtigt werden. Nach abgeschlossener Prüfung gibt es einen Bericht über das Ergebnis der Prüfung. Dieser Bericht wird durch den Verlag unterfertigt und an die ÖAK-Geschäftsstelle übermittelt. Kommt es zu Abweichungen oder Interpretationsfragen mit dem Verlag, tagt der Prüfausschuss.
Erst nach Veröffentlichung der Daten werden diese durch das Wirtschaftsprüfungsinstitut geprüft. Werden Abweichungen zu den bereits veröffentlichten Daten festgestellt, werden die Korrekturen in der Korrekturliste veröffentlicht.

## Reformen
Nach einem ca. ein Jahr dauernden Ernerungsprozess sind per 2008 neue Richtlinien in Kraft getreten. Die markantesten Änderungen sind der Wegfall der Summe Verbreitete Auflage, bei der Verkauften Auflage gibt es eine Differenzierung in Anteil Großverkauf 17,5 % oder 35 %, beim Großverkauf gibt es eine getrennte Vertriebs- und Erlösaufteilung, bei den Meldekategorien wird eine Trennung von Kauf- und Gratiszeitungen eingeführt, ebenso ist der Zielgruppenversand neu. Beim Gratisvertrieb wird in adressiert, unadressiert, Gratisentnahme und Gratisverteilung unterteilt.
Durch diese Reform soll der werbenden Wirtschaft ein qualitativ differenziertes Bild vermittelt werden, ob der jeweilige Leser für die Inhalte bezahlt, oder sie als Geschenk bekommt. Damit soll dem willkürlichen Erhöhen von Auflagezahlen durch Verteil-Aktionen Einhalt geboten werden. Weiters wurde der Erscheinungsrhythmus der Zahlen von viertel- auf halbjährlich umgestellt.
Im Jahr 2013 gibt es eine Auflagenstrukturstraffung (Richtlinien 7.0).
Wegfall:
- Summe Direktverkauf
- Summe Großverkauf (Erlösaufteilung Großverkauf, GV Einzelausgaben adressiert, GV Einzelausgaben unadressiert)
- Zielgruppenversand
- Gratisvertrieb: unadressiert an Haushalte und Gratisverteilung

Neu:
- Vertrieb aus Remissionen als eigene Auflagenkategorie: Die Meldung dieser Auflagenkategorie ist ausschließlich Monatstiteln vorbehalten und darf nur bis zu einem Monat nach Einholung weiterverbreitet werden. Es erfolgt keine Erlösprüfung
- Verbreitete Auflage: Druckauflage abzüglich Restauflage und Ausland
- Bord-, Lesezirkel und Hotelexemplare: sind nicht mehr in die Verkaufte Auflage einzubeziehen, es erfolgt keine Erlösprüfung
- Verwendung des Begriffes „Verkaufte Auflage hiervon Großverkauf max. 35 %“ wird eingeführt.

Mit 1. Jänner 2014 treten die Richtlinien 7.1 in Kraft. Diese stellen eine redaktionelle Überarbeitung dar.

## ePaper
Nachdem im 1. Halbjahr 2014 der Pilot ePaper in der ÖAK abgeschlossen werden konnte, werden ab dem 2. Halbjahr 2014 erstmals verkaufte E-Paper Exemplare und Unique Clients ausgewiesen. Mit dem Hinweis „davon ePaper“ wird die Verkaufte und Verbreitete Auflage der ePaper-Ausgabe dargestellt. Die Unique Clients werden vorerst in einer gesonderten Zeile ausgewiesen. Mit dem 1. Halbjahr 2015 gibt es geringe Änderungen in der Auflagenstruktur: Einzelverkauf inkl. ePaper, Großverkauf adressiert inkl. ePaper, Großverkauf unadressiert inkl. ePaper.
Mit dem 1. Halbjahr 2017 gibt es eine Änderung in der Darstellung Großverkauf adressiert inkl. ePaper. Es wird nun Großverkauf unadressiert „davon ePaper“ dargestellt. Weiters werden nun die Gratisexemplare von ePaper in die Printauflage eingerechnet.
Ab dem 1. Halbjahr 2019 erfolgt eine weitere Differenzierung: Analog zu Abonnements, Großverkauf und Gratisvertrieb erfolgt eine transparente Ausweisung der ePaper Exemplare auch in der Kategorie Einzelverkauf (Einzelverkauf davon ePaper).
Großverkauf adressiert inkl. ePaper und Großverkauf unadressiert davon ePaper werden zu einer transparenten Summe zusammengefasst. Zusätzlich gibt es nun die Sonstige bezahlte Auflage davon ePaper. Auch wird eine zusätzliche Summe ausgewiesen, die die im Ausland verbreiteten Exemplare inkludiert (Verbreitete Auflage inkl. Ausland davon ePaper).

## Paid Content (bezahlte Nutzungsrechte)
Das Meldeverfahren Paid Content dient der Feststellung der Verbreitung kostenpflichtig digitaler Nutzungsrechte von Apps und Werbeangeboten, die als Werbeträger vermarktet werden.
Die ÖAK veröffentlicht die gemeldeten Paid-Content-Produkte halbjährlich – erstmals ab dem 2. Halbjahr 2020 – wobei keine Summierungen mit Print/ePaper-Zahlen durchgeführt oder beworben werden dürfen. Die Ausweisung sind auf der ÖAK-Website unter Paid Content/Bezahlte Nutzungsrechte zu finden.

## Podcast
Die ÖAK ist die erste Organisation in Österreich, die gemeinsam mit dem Parkt eine Podcast Zertifizierung im Einklang mit internationalen Regeln eingeführt hat. Dadurch ist es möglich, Publisher eine vergleichbare und verlässliche Verbreitungszahl der Podcast-Downloads anzubieten. Durch die ÖAK-Zertifizierung wird dem Werbemarkt und den Werbetreibenden mehr Transparenz durch faire und geprüfte Zahlen geboten.
Die ÖAK veröffentlicht die gemeldeten Podcasts monatlich erstmals ab Jänner 2024. Die Ausweisung ist auf der ÖAK-Website unter Podcast Ausweisung zu finden.

## Newsletter
Die ÖAK ist die erste Organisation in Österreich, die gemeinsam mit dem Parkt eine Zertifizierung von E-Mail-Newslettern eingeführt hat. Dadurch ist es möglich, Publisher eine vergleichbare und verlässliche Verbreitungszahl der Newsletter anzubieten. Durch die ÖAK-Zertifizierung wird dem Werbemarkt und den Werbetreibenden mehr Transparenz durch faire und geprüfte Zahlen geboten.
Die ÖAK veröffentlicht die gemeldeten Newsletter monatlich erstmals ab Jänner 2024. Die Ausweisung ist auf der ÖAK-Website unter Newsletter Ausweisung zu finden.

## Definitionen
Die ÖAK unterscheidet ferner zwischen:
- Druckauflage – Stückanzahl der gedruckten Exemplare abzüglich der Druckmakulatur
- Einzelverkauf – Exemplare, die zu einem Preis von nicht weniger als 30 % des regulären Verkaufspreises an Endbezieher verkauft werden, wobei es drei Erlösgruppen (80 – 100 %, 51 – 79 %, 30 – 50 %) gibt.
- Abonnierte Exemplare – alle Exemplare, die zu einem Abonnementpreis von nicht weniger als 30 % des regulären Abopreises an feste Einzelbezieher (max. 5 Exemplare je Zahler) geliefert werden, Unterscheidung in drei Erlösgruppen. Zugaben, Prämien, Naturalrabatte werden Rabatten gleichgestellt.
- Großverkauf adressiert bzw. unadressiert – Für die Abgrenzung adressiert bzw. unadressiert gilt die Grenze von fünf Exemplaren je Lieferadresse
- Gratisvertrieb – alle Gratis vertriebenen Exemplare, gestaffelt nach Untergruppen (Gratis adressiert, Gratisentnahme, Sonstiger Gratisvertrieb)
- Sonstige bezahlte Auflage – alle gegen Entgelt verbreitete Exemplare, die weder dem Direktverkauf, dem Großverkauf, dem SB-Verkauf oder den Mitglieder-, Kundenexemplaren zuzurechnen sind; dies sind Verkäufe, für die weniger als 30 % des regulären Einzelverkaufs- bzw. Abonnementpreises erlöst werden
- Verkaufte Auflage – Summe Abonnements, Einzelverkauf und Großverkauf adressiert, Großverkauf unadressiert und SB-Sonntag, wenn der Anteil des Großverkaufes an oben angeführter Summe nicht größer ist als 35 %
- Verbreitete Auflage – Druckauflage minus Auslands- minus Restauflage
- ePaper – Digitale Ausgabe eines Printmediums, die eine abgeschlossene Einheit darstellt und für die mindestens die gültige Anzeigenbelegungseinheit des Printtitels gilt.
- ePaper Unique Client – mobiles Endgerät bzw. Browser, mit dem der technische Zugriff auf ePaper Ausgaben erfolgt. Die technische Zählung erfolgt durch die Österreichische Webanalyse.

## Kritik
Ein Hauptkritikpunkt, der gegen die Glaubwürdigkeit und Aussagekraft der ÖAK-Daten bis 2007 vorgebracht wurde, ist die mangelnde Bereitschaft österreichischer Medien, an ihr teilzunehmen. Das macht sich vor allem am Markt der Wochenzeitungen bemerkbar. Da die gesamte NEWS-Gruppe inklusive Profil und Trend aufgrund von Streitigkeiten bezüglich der Prüfung nicht mehr Mitglied bei der ÖAK waren, wurden diese Titel nicht gelistet. Damit war eine Vergleichbarkeit für die Werbewirtschaft nicht gegeben. Im März 2007 kündigte die Mediaprint (vertreibt u. a. Kronen-Zeitung und Kurier) an, aus der ÖAK auszusteigen und eine neue Auflagenkontrollorganisation aufzubauen.
Nach dem Austritt der Mediaprint im Frühjahr 2007 wurde ein Erneuerungsprozess innerhalb der ÖAK gestartet. Dieser konnte nach monatelangen Verhandlungen 2008 erfolgreich abgeschlossen werden und die Verlagsgruppe NEWS sowie auch die Mediaprint kehrten wieder in die ÖAK zurück. Die beiden Verlagshäuser weisen somit ihre Zahlen wieder in der ÖAK aus.
Eine weitere Kritik betrifft die grundsätzliche Parteilichkeit eines Auflagenkontrollorgans, das sich ausschließlich aus Medien und den Werbeagenturen zusammensetzt. Da sowohl Medien als auch Werbeagenturen dasselbe Ziel verfolgen, sind sie nicht geeignet sich gegenseitig zu kontrollieren. Die Medienhäuser wollen möglichst hohe Verkaufszahlen gelistet wissen, aber auch die Werbeagenturen sind daran interessiert, dass jene Medien, hohe Auflagen- und Verkaufszahlen liefern, in denen sie für ihre Kunden Inserate buchen. Denn das kommt einer Legitimation ihrer Arbeit gleich. Dass zusätzlich die Werbeagenturen für das Buchen von Inseraten nicht nur durch die Kunden bezahlt werden, sondern auch von den jeweiligen Medien 20 % Provision erhalten, verschärft die schiefe Optik. Dieses Faktum kann Korruption erleichtern. Diese problematische Doppelbindung der Werbeagenturen könnte man zumindest in der ÖAK aufheben, wenn auch die Werbekunden innerhalb der ÖAK Mandate belegen dürften. Schließlich sind sie die Hauptadressaten der Auflagenkontrolle.

## IFABC
Die International Federation of Audit Bureaux of Circulations ist der internationale Dachverband der nationalen Auflagen-Kontroll-Institutionen. Die ÖAK wurde unmittelbar nach ihrer Gründung in die IFABC aufgenommen. Ziel der IFABC ist die Weiterentwicklung der Kontrollmechanismen für die Auflagenkontrolle und der internationale Erfahrungsaustausch unter den Mitgliedern. In zweijährigem Rhythmus tritt die Generalversammlung zusammen. Zusätzlich treffen sich das europäische sowie das asiatisch-pazifische Chapter der IFABC zu jährlichen Meetings. Präsident der IFABC ist Jerry Wright (ABC UK & Ireland).
Seit dem Jahr 2004 werden die administrativen Agenden der IFABC von dem in Malaysia befindlichen Sekretariat betreut. Dieses IFABC-Büro stellt die erste Anlaufstation für IFABC-Mitglieder dar und steht für Anfragen natürlich auch den ÖAK-Mitgliedern jederzeit zur Verfügung.